# Рейв
Рейв (англ. rave) — зазвичай масова вечірка з виступами ді-джеїв, які грають переважно електронну танцювальну музику. Місцем проведення може виступати будь-який майданчик: клуб, склад, покинуте приміщення, або це можуть бути вечірки просто неба.

## Історія
Взагалі термін рейв відомий с середніх віків, але тоді він означав “виявляти ознаки божевілля”.
У значенні вечірок фраза “Rave-on” почала використовуватися у 1940-х, а в 1950-х скоротилася до “Rave”, якою називали шалені вечірки бітників.
Теперішнє визначення передусім завдячує масовим вечіркам у Британії у другій половині 1980-х. Саме в той час там набуває великої популярності новий жанр Ейсід-хауз. I саме ця музика твердо асоціюється с рейвами того часу.
Початково рейви були величезними нічними дискотеками, що проводилися в складських приміщеннях або на полях просто неба, куди з'їжджалися тисячі насамперед молодих людей. Ці неконтрольовані ніким велелюдні тусовки в провінції, викликали в суспільстві негативну реакцію, зокрема через вживання наркотиків на таких вечірках. Незабаром, багато британських клубів, почали проводити рейви у власних стінах.
Основна музика на рейвах була ейсід-хауз, техно, транс, хардкор, драм-енд-бейс та інші стилі електронної музики.
Культуру рейвів увібрали в себе запроваджені в 1990-ті в Берліні, а згодом й у інших містах світу — «паради любові». 
На пострадянському просторі рейви проводилися з початку 1990-х. Найбільшим з них став український фестиваль «КаZантип», що спочатку проводився на Кримському мисі Казантип, а потім поміняв назву на «Республіка КаZантип» і переїхав спочатку у село Веселе (поблизу Судака), а потім під селище Поповка (поблизу Євпаторії), де й завершив своє існування з початком російської окупації Криму.